# Недєлін Євген Якович
Євге́н Я́кович Недє́лін (спражнє прізвище — Недзельський, за деякими джерелами — Недзялковський; рос. Неделин Євгений Яковлевич; нар. 1850, Гайсинський повіт Подільської губернії — пом. 22 жовтня (4 листопада) 1913, Київ) — актор, антрепренер, педагог, режисер, відомий за службою в театрі «Соловцов», польського шляхетського походження.

## Життєпис
Народився в Гайсинському повіті Подільської губернії в патріархальній дворянській польській сім'ї.
Освіту здобув у Немирівській гімназії і Одеському комерційному училищі, після чого працював в Одеському комерційному банку, а згодом — помічником бухгалтера в Одеській міській управі до 1873 року.
Під час роботи в Одесі виступав в аматорських виставах Одеського товариства вишуканих мистецтв (режисери Берг і Самсонов, професійні актори).
Артистичну діяльність розпочав у Новочеркаську в серпні 1873 року (трупа Козловського).
Працював у різних театральних трупах Іркутська (три сезони), Одеси (1878—1879), Києва (1880, трупа М. М. Савіна (Славича)), Таганрога (1881—1882, тримав антрепризу), Казані, Саратова, Ростова, Харкова.
1887 року вступив у Харківське товариство акторів, яке очолював антрепренер М. М. Бородай.
1891 року став співзасновником разом з М. М. Соловцовим та Т. О. Чужбіновим Товариства драматичних акторів у Києві, де працював до 1896 року.
1896—1898 років виступав у трупі М. Бородая в Харкові.
1898—1906 — актор київського театру «Соловцов».
1905 року, коли вдова Соловцова Марія Глєбова перестала платити зарплату акторам, колектив винайняв у неї театр на доволі важких умовах. Є. Недєлін очолив театр, а директором став молодий актор С. Варський. Недєлін був керівником і режисером Товариства акторів театру «Соловцов» до 1906 року.
1906—1908 — працює в Одесі, а 1909—1913 — знову в Києві.
З 1898 року викладав у Музично-драматичному училищі М. Лєсневич-Носової. Також був викладачем на драматичному відділі Музично-драматичної школи С. Блуменфельда. Серед його учнів: Л. Селіванова, Р. А. Кареліна-Раїч (1880—1957), Коллен, Орлова та ін. Особливу увагу викладанню приділяв в останні роки життя.
Зіграв близько 500 ролей (комедійних, характерних, фатів). Був одним з улюбленців київської публіки — вважався найкращим у Росії виконавцем ролі Наполеона. Цю роль у виставі «Мадам Сан-Жен» Сарду і Моро він зіграв не менше 100 разів. У «Лихо з розуму» зіграв усі ролі, крім ролі Скалозуба.
Брав участь у громадських концертах, які проводили Літературно-артистичне товариство та «Український клуб».
Пішов з життя 22 жовтня (4 листопада) 1913 року у Києві через хворобу серця, похований на Аскольдовій могилі поруч з могилою Виноградського, недалеко від могили Брикіна.
Його син Сергій був актором, працював у Саратові, на початку 1920-х років був актором Саратовського театру ексцентричних вистав.

## Ролі
- Юлій Цезар, Петруччіо, Бенедикт («Юлій Цезар», «Приборкання норовливої», «Багато галасу з нічого» В. Шекспіра)
- Наполеон («Мадам Сан-Жен» В. Сарду й Е. Моро)
- Ретвізанов («Отруєна совість» О. Амфітеатрова)
- Іхарєв, Земляника («Гравці», «Ревізор» М. Гоголя)
- Свенгалі («Трільбі» Г. Ге)
- Кесслер («Бій метеликів» Г. Зудермана)
- Телятьєв, Кулігін («Шалені гроші», «Гроза» О. Островського)
- Страфорель («Романтики» Е. Ростана)
- Кречинський («Весілля Кречинського» О. Сухово-Кобиліна)
- Звєздинцев («Плоди просвіти» Л. Толстого)
- Сапєга («Цар Борис» О. К. Толстого)
- Астров, Гаєв («Дядя Ваня», «Вишневий сад» А. Чехова)
- Філіпп II («Дон Карлос» Ф. Шіллера)
- Меттерніх («Орлятко» Е. Ростана)
- Нерон («Камо грядеші» Г. Сенкевича)
- Наблоцький («Кар'єра Наблоцького» В. Барятинського)
- Щоткін («Діти Ванюшина» С. Найдьонова)
- Іван Миронич («Іван Миронич» Є. Чирікова)
- Чепурний («Діти сонця» М. Горького)
- Дон Жуан («Дон Жуан» Мольєра)
- Олів'є де Жален («Напівсвітло» Дюма-сина)
- Прел («Вихователь Флаксман» О. Ернста)
- Канцлер («Вічна казка» С. Пшибишевського)
- Кравець Єрш («Король» С. Юшкевича)
- майже всі чоловічі ролі в «Лихо з розуму» О. Грибоєдова

## Постановки
- 1898 — «Дядя Ваня» А. Чехова
- 1905 — «Діти сонця» М. Горького